# Mamba (Mpimbwe)
Mamba è una circoscrizione rurale (rural ward) della Tanzania situata nel distretto di Mpimbwe, regione di Katavi. Conta una popolazione di 42 847 abitanti (censimento 2022).